# ماريا إكلوند
ماريا إكلوند (بالسويدية: Maria Eklund)‏ هي موزعة سويدية وروسية، ولدت في 10 أبريل 1973.